# Würth
El grup Würth (en alemany: Würth-Gruppe, pronunciat [ˈvʏʁtɡʁʊpə]) és un majorista mundial de fixacions, cargols i accessoris de cargols. Würth va ampliar la seva gamma i avui ofereix una gamma completa d'equips empresarials per a negocis artesanals en una mena de supermercat propi. Würth ofereix tacs, productes químics, components electrònics i electromecànics, mobles i accessoris de construcció, eines, màquines, material d'instal·lació, maquinari d'automòbil, gestió d'inventaris, sistemes d'emmagatzematge i recuperació. El grup de més de 400 empreses de més de 80 països ha donat servei a les indústries de l'automoció, la fusteria, el metall, la indústria i la construcció.
Würth va ser fundada el 1945 per Adolf Würth a Künzelsau, Alemanya. L'empresa és de propietat familiar i està dirigida pel seu fill Reinhold Würth des de 1954.

## Història
Würth va ser fundada per Adolf Würth (1909–1954), amb el propòsit de vendre cargols el 1945 a Künzelsau (d'aquí el logotip de l'empresa, que consta del nom de la família i una W de dos caps de cargol amb caps cilíndrics i rodons). Després de la mort d'Adolf Würth, el seu fill Reinhold Würth es va fer càrrec el 1954 als 19 anys amb la seva mare Alma Würth, convertint-la en una empresa de dues persones.
Des d'aleshores, l'empresa ha estat activa en la distribució de fixacions i eines amb més de 100.000 productes diferents d'aquestes línies. Els seus més de 3,9 milions de clients inclouen empreses del sector de la construcció, l'elaboració de fusta i metall, empreses d'automoció i, cada cop més, clients industrials.
Avui el Grup Würth opera a tot el món i dona feina a més de 81.000 persones, la qual cosa la converteix en una de les empreses no cotitzades més grans d'Alemanya. El diari alemany Die Welt la va classificar com a 91 a la seva llista de les 500 millors empreses.
L'1 de gener de 1994, Reinhold Würth es va retirar de la direcció i va assumir el càrrec de president del Consell Assessor de Würth. L'1 de març de 2006 va cedir aquest càrrec a la seva filla Bettina Würth i va esdevenir president del Consell de Supervisió del Grup Würth.
El 27 d'octubre de 2006, després de cinc anys d'investigació, el grup va obrir una planta de producció a Schwäbisch Hall per a nous tipus de cèl·lules solars utilitzant coure, indi i seleni en comptes de silici.
Reinhold Würth va aconsellar als seus aproximadament 25.000 empleats a Alemanya que no votessin per l'extrema dreta AfD el 2024. En una carta de cinc pàgines, l'aleshores, de 88 anys, va assenyalar que no tot anava bé a l'actual govern Scholz, sinó que l'AfD volia abolir l'estat del partits.
A diferència d'altres empreses comercials, Würth gasta molt en recerca i desenvolupament. Va establir un rècord el 2007 amb més de 60 patents.